# Raijon Kelly
Raijon Travell Kelly (Saint Paul, 15 marzo 1993) è un cestista statunitense.

## Palmarès
- Campionato portoghese: 1

Oliveirense: 2017-2018
- Campionato svizzero

Fribourg Olympic: 2021-22